# Copa Intertoto da UEFA de 2008
A Copa Intertoto da UEFA de 2008 foi a 14ª e última da Copa Intertoto da UEFA e teve 50 inscrições. Foram qualificadas onze equipas para a Taça UEFA. O sorteio teve lugar na sede da UEFA, em Nyon, Suíça, no dia 21 de abril de 2008. O campeão desta edição foi o Sporting Clube de Braga, ao ter sido a equipa saída desta competição a chegar mais longe na Taça UEFA.

## Estrutura da competição

Os 3 grandes grupos de regiões dos países participantes na competição:
Região Sul-Mediterrânica
Região Centro-Leste
Região Norte

50 equipas vão participar no torneio a partir de 50 associações.
1ª eliminatória
- 28 associações de 23–36, 38–50 e 53

(28 equipas)
2ª eliminatória
- 14 vencedores da primeira fase
- 14 de associações 9–22

 (28 equipas)
3ª eliminatória
- 14 vencedores da segunda ronda
- 8 de associações 1–8

 (22 equipas)

## 1ª Eliminatória
Os jogos da primeira mão da 1ª eliminatória foram a 21 e 22 de junho. Os jogos da segunda mão foram a 28 e 29 de junho.
| Equipe 1                 | Total                    | Equipe 2                 | 1.º jogo                 | 2.º jogo                 |
| Região Sul-Mediterrânica | Região Sul-Mediterrânica | Região Sul-Mediterrânica | Região Sul-Mediterrânica | Região Sul-Mediterrânica |
| ------------------------ | ------------------------ | ------------------------ | ------------------------ | ------------------------ |
| Besa Kavajë              | 1–1 (g.f.)               | Ethnikos Achnas          | 0–0                      | 1–1                      |
| Čelik Zenica             | 4–4 (g.f.)               | Grbalj                   | 3–2                      | 1–2                      |
| Rijeka                   | 0–2                      | Renova                   | 0–0                      | 0–2                      |
| Hibernians               | 0–3                      | Gorica                   | 0–3                      | 0–0                      |
| Região Centro-Leste      |                          |                          |                          |                          |
| Zhetysu                  | 3–6                      | Budapest Honvéd          | 1–2                      | 2–4                      |
| Mika                     | 2–2 (g.f.)               | Tiraspol                 | 2–2                      | 0–0                      |
| Neftchi Baku             | 3–3 (g.f.)               | Nitra                    | 2–0                      | 1–3                      |
| Cracovia                 | 1–5                      | Shakhtyor Soligorsk      | 1–2                      | 0–3                      |
| Etzella Ettelbruck       | 2–2 (g.f.)               | Lokomotivi Tbilisi       | 0–0                      | 2–2                      |
| Região Norte             |                          |                          |                          |                          |
| Ekranas                  | 4–0                      | Narva Trans              | 1–0                      | 3–0                      |
| HB Tórshavn              | 1–4                      | Elfsborg                 | 1–4                      | 0–0                      |
| Bohemians                | 9–3                      | Rhyl                     | 5–1                      | 4–2                      |
| Lisburn Distillery       | 3–6                      | TPS Turku                | 2–3                      | 1–3                      |
| Riga                     | 3–2                      | Fylkir                   | 1–2                      | 2–0                      |

Legenda
- g.f. – equipa apurou-se pela Regra do golo fora de casa

## 2ª Eliminatória
Os jogos da primeira mão da 2ª eliminatória foram jogados a 5 e 6 de julho, enquanto os da segunda mão foram a 12 e 13 de julho.
| Equipe 1                 | Total                    | Equipe 2                 | 1.º jogo                 | 2.º jogo                 |
| Região Sul-Mediterrânica | Região Sul-Mediterrânica | Região Sul-Mediterrânica | Região Sul-Mediterrânica | Região Sul-Mediterrânica |
| ------------------------ | ------------------------ | ------------------------ | ------------------------ | ------------------------ |
| Chernomorets Burgas      | 3–1                      | Gorica                   | 1–1                      | 2–0                      |
| Grbalj                   | 2–3                      | Sivasspor                | 2–2                      | 0–1                      |
| Grasshopper Zürich       | 5–1                      | Besa                     | 2–1                      | 3–0                      |
| Renova                   | 1–3                      | Bnei Sakhnin             | 1–2                      | 0–1                      |
| OFK Beograd              | 2–3                      | Panionios                | 1–0                      | 1–3                      |
| Região Centro-Leste      |                          |                          |                          |                          |
| Germinal Beerschot       | 1–2                      | Neftchi Baku             | 1–1                      | 0–1                      |
| Saturn Moscow Oblast     | 8–1                      | Etzella Ettelbruck       | 7–0                      | 1–1                      |
| Tiraspol                 | 1–3                      | Tavriya Simferopol       | 0–0                      | 1–3                      |
| Sturm Graz               | 2–0                      | Shakhtyor Soligorsk      | 2–0                      | 0–0                      |
| Teplice                  | 3–3 (g.f.)               | Budapest Honvéd          | 1–3                      | 2–0                      |
| Região Norte             |                          |                          |                          |                          |
| TPS Turku                | 1–4                      | Odense                   | 1–2                      | 0–2                      |
| Hibernian                | 0–4                      | Elfsborg                 | 0–2                      | 0–2                      |
| Ekranas                  | 1–7                      | Rosenborg                | 1–3                      | 0–4                      |
| Riga                     | 2–2 (g.f.)               | Bohemians                | 1–0                      | 1–2                      |

Legenda
- g.f. – equipa apurou-se pela Regra do gol fora de casa.

## 3ª Eliminatória
Os jogos da primeira mão foram a 19 e 20 de julho, e os da segunda mão a 26 e 28 de julho.
Cada vencedor de cada uma das partidas teve acesso à 2ª Pré-eliminatória da Copa da UEFA.
| Equipe 1                 | Total                    | Equipe 2                 | 1.º jogo                 | 2.º jogo                 |
| Região Sul-Mediterrânica | Região Sul-Mediterrânica | Região Sul-Mediterrânica | Região Sul-Mediterrânica | Região Sul-Mediterrânica |
| ------------------------ | ------------------------ | ------------------------ | ------------------------ | ------------------------ |
| Bnei Sakhnin             | 1–3                      | Deportivo La Coruña      | 1–2                      | 0–1                      |
| Panionios                | 0–2                      | Napoli                   | 0–1                      | 0–1                      |
| Sivasspor                | 0–5                      | Braga                    | 0–2                      | 0–3                      |
| Grasshopper Zürich       | 4–0                      | Chernomorets Burgas      | 3–0                      | 1–0                      |
| Região Centro-Leste      |                          |                          |                          |                          |
| Saturn Moscow Oblast     | 1–3                      | Stuttgart                | 1–0                      | 0–3 (a.p.)               |
| Neftchi Baku             | 2–3                      | Vaslui                   | 2–1                      | 0–2                      |
| Rennes                   | 1–1 (g.p.)               | Tavriya Simferopol       | 1–0                      | 0–1                      |
| Sturm Graz               | 2–1                      | Budapest Honvéd          | 0–0                      | 2–1                      |
| Região Norte             |                          |                          |                          |                          |
| NAC Breda                | 1–2                      | Rosenborg                | 1–0                      | 0–2                      |
| Odense                   | 2–3                      | Aston Villa              | 2–2                      | 0–1                      |
| Elfsborg                 | 1–0                      | Riga                     | 1–0                      | 0–0                      |

Legenda
- a.p. – equipa apurou-se após prolongamento

## Vencedores
A equipa vencedora desta edição foi aquela, de entre as que passaram na eliminatória anterior, que chegou mais longe na Taça UEFA. Neste caso, o Sporting Clube de Braga foi campeão desta edição. As restantes equipas venceram os últimos jogos desta competição, mas não conseguiram uma melhor campanha na Taça UEFA que o campeão:
- Stuttgart
- Sturm Graz
- Deportivo La Coruña
- Rennes
- Aston Villa
- Napoli
- Rosenborg
- Vaslui
- Elfsborg
- Grasshopper Zürich